# S1 (Suisse)
Pour les articles homonymes, voir S1.
S1 est une chaîne de télévision généraliste suisse alémanique commerciale privée. La chaîne émet en haute définition.

## Histoire de la chaîne
Hardy Lussi et Mike Gut sont deux anciens dirigeants de Sat.1 Schweiz et ProSieben Schweiz. Ils voudraient décider de remplacer Tele 24, aujourd'hui disparue, par une nouvelle chaîne de télévision privée régionale destinée à concurrencer le premier chaîne nationale publique de la SRF, en obtenant un fonds d’investissement de 250 000 CHF. La presse en sera informée dès le 28 avril 2013. La chaîne émet dès le 16 octobre 2013 un message de bienvenue ainsi qu'une bande-annonce promotionnelle et commence un programme complet le 18 octobre 2013 à 19 h 00.
Dès le  1er janvier 2018, la coentreprise CH Media (Groupe NZZ Mediengruppe & AZ Medien AG) reprend une majorité non spécifiée de la chaîne.

## Organisation

### Dirigeants
Directeurs :
- Hardy Lussi : Directeur et cofondateur de la chaîne
- Mike Gut : Directeur des programmes et cofondateur de la chaîne
- Andreas Auerbach : cofondateur de la chaîne

## Programmes
La chaîne diffuse des films, des documentaires, ou encore des émissions de cuisine en plus de magazines de productions maison. Le catalogue des documentaires et films de la chaîne sera puisé principalement dans les programmes des chaînes allemandes ZDF et ZDFinfo. L'ancien présentateur et actuel parlementaire Filippo Leutenegger présentera une émission politique, Politarena. Aucune retransmission d'émissions sportives ou d'actualité n'est prévue. Des dessins animés ainsi que des séries sont également diffusés.

## Diffusion
S1 est retransmise partout en Suisse allemande par câble, via UPC Cablecom. La chaîne est entièrement financée par la publicité et son public cible sont les 15-59 ans. La publicité est gérée par le groupe Publicitas.